# Banachek
Banachek (nascido Steven Shaw; 30 de novembro de 1960) é um mentalista, mágico e "leitor de pensamento" inglês.
Ele chamou a atenção do público pela primeira vez como um adolescente por seu papel no experimento do Projeto Alpha de James Randi, que expôs a falta de objetividade na pesquisa de parapsicologia. Como diretor do One Million Dollar Paranormal Challenge conduzido pela James Randi Educational Foundation (JREF), ele testou a autenticidade de muitos paranormais autodescritos, nenhum dos quais conseguiu passar por testes cientificamente controlados de suas alegadas habilidades paranormais.
Banachek é atualmente membro do Committee for Skeptical Inquiry, um programa do Center for Inquiry, e presidente da James Randi Educational Foundation.

## Primeiros anos
Banachek nasceu na Inglaterra e foi criado na África do Sul e na Austrália. Ele foi abandonado aos nove anos de idade na África do Sul com seus dois irmãos, de um e três anos, e os criou sozinho até os dezesseis anos.
Decidindo que seu nome de batismo não parecia memorável o suficiente para um artista de palco, Shaw adotou o nome artístico de Banachek da série de detetive americana Banacek. Ele foi inspirado a aprender magia depois de ler The Truth About Uri Geller, um livro do mágico James Randi que desmascarou as alegações paranormais de Uri Geller, famoso por seus feitos de mentalismo, particularmente dobrar colheres. Tendo desenvolvido vários métodos para replicar os truques de Geller, Banachek escreveu uma carta a Randi na qual ele se ofereceu para demonstrar a credulidade dos cientistas que estudam parapsicologia, enganando-os fazendo-os acreditar que seus truques mentais eram demonstrações genuínas de poder psíquico.

## Projeto Alpha

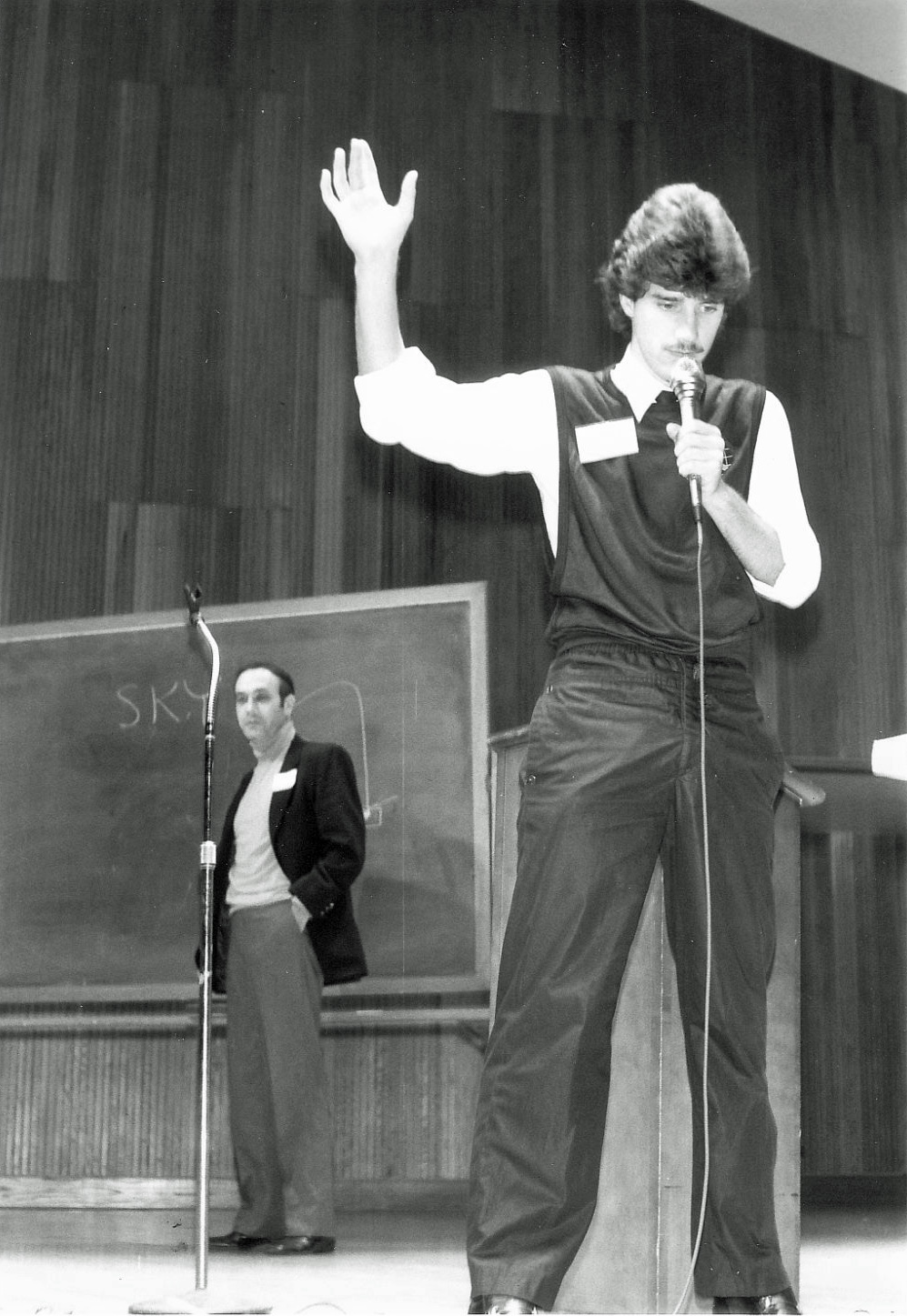
Banachek na Conferência CSICOP de 1983 em Buffalo, Nova Iorque

Banachek colaborou com o colega adolescente Michael Edwards no experimento do Projeto Alpha de James Randi no recém-fundado Laboratório McDonnell para Pesquisa Psíquica da Universidade de Washington. Ao longo de quatro anos, Banachek e Edwards replicaram numerosos efeitos mentalistas, convencendo tão completamente os pesquisadores da autenticidade de suas supostas habilidades paranormais que alguns não puderam mais tarde ser persuadidos de que foram de fato enganados. A revelação de que um par de adolescentes destreinados teve sucesso em enganar uma equipe bem financiada de cientistas expôs a metodologia frouxa e a falta de controle científico predominante no campo da pesquisa parapsicológica e levou ao fechamento definitivo do laboratório.
Banachek mais tarde ajudou na investigação de Randi sobre as práticas enganosas e falsas alegações do autoproclamado curandeiro Peter Popoff.

## Realizações profissionais
No especial de televisão The Search for Houdini (1987), apresentado por William Shatner, Banachek realizou uma manobra de fuga em que cavou com sucesso para sair depois de ser acorrentado, algemado, trancado em um caixão e enterrado dois metros abaixo do solo.
Além de fazer turnês internacionais, Banachek atua como consultor para vários outros artistas e shows. Entre os muitos truques que ele desenvolveu está uma versão da captura de bala, uma ilusão de magia de palco na qual um mágico parece pegar uma bala disparada diretamente contra ele. Embora a captura de bala tenha ganhado a reputação de ser o truque de mágica mais perigoso, Banachek afirma que sua versão é completamente segura. Desde que comprou o truque dele em 1995, Penn & Teller desenvolveram várias variações que usam em seu show às vezes.

## Aparições na mídia
Banachek apareceu como ele mesmo e produziu vários programas e programas de televisão, incluindo An Honest Liar, Criss Angel BeLIEve e Criss Angel Mindfreak. Ele demonstrou sua habilidade de dobrar garfos em Unscrewed with Martin Sargent. Ele excursionou com o show de palco Hoodwinked em 2008. Durante sua aparição no show The Alpha Project (2012), ele previu com sucesso as manchetes dos jornais dez dias antes da publicação. Ele lançou a turnê Banachek: Telepathy em 2017.

## Esforços de desmascaramento
Banachek atuou como diretor do JREF Million Dollar Challenge, supervisionando vários testes de supostos médiuns, até que foi suspenso em 2015.

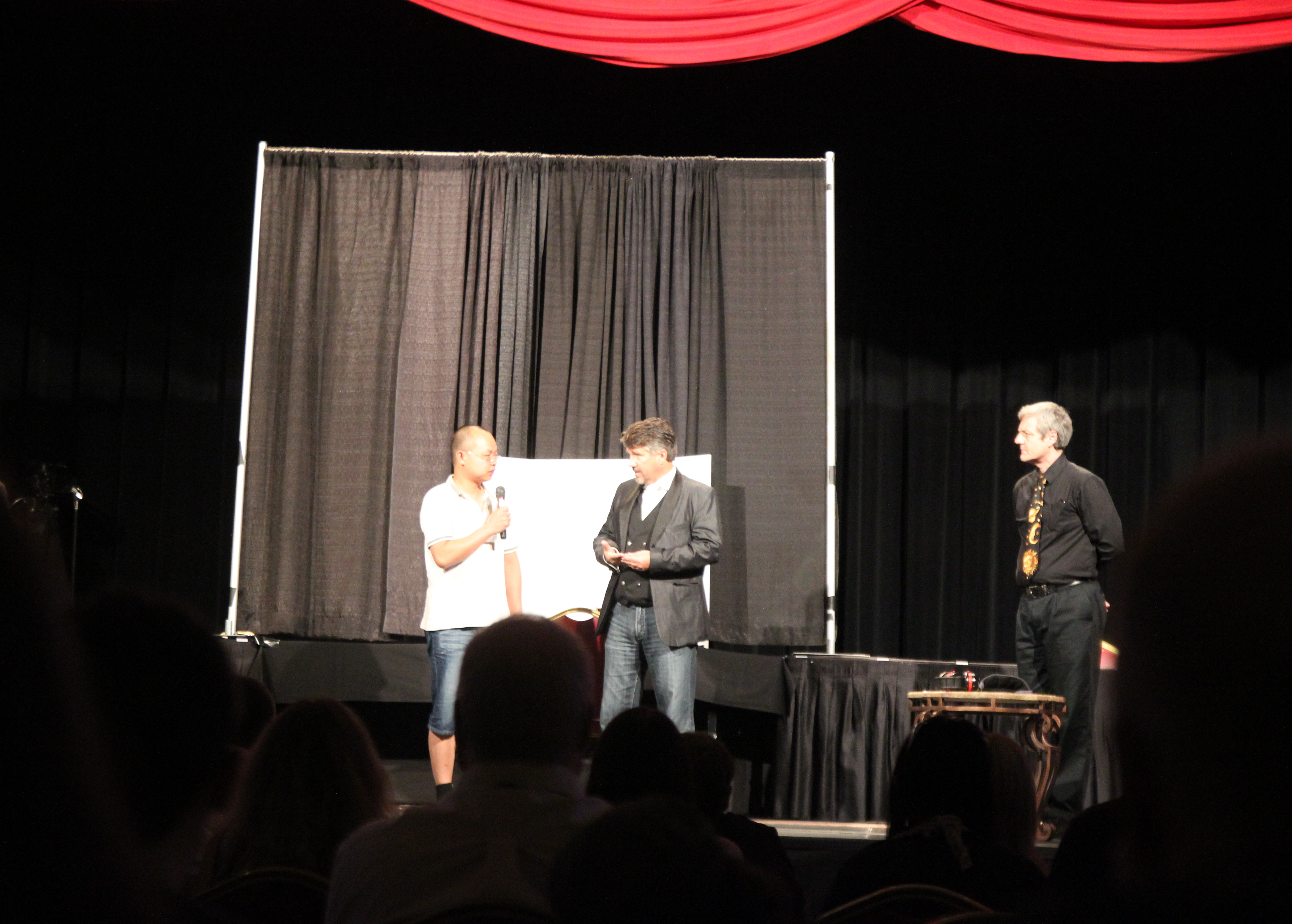
Million Dollar Challenge Test of Fei Wang, com Banachek e Richard Saunders executando o desafio em 13 de julho de 2014

Ao se envolver com o mentalismo, Banachek afirma que seu show é "simplesmente entretenimento" e que ele não é de fato um vidente, uma prática que despertou a ira de outros mentalistas. Ele reserva um desdém especial para médiuns e curandeiros que lucram com pessoas que sofrem de deficiências físicas, doenças ou a perda de entes queridos. No entanto, ele recomenda cautela ao desmascarar os paranormais, encorajando os céticos a não "menosprezar as pessoas que estão tentando convencer" e a permanecer cientes das limitações de seu próprio conhecimento e experiência.

## Prêmios
- Eleito membro do Committee for Skeptical Inquiry, um programa do Center for Inquiry de 2017.[5]
- Prêmio Dave Lederman Memorial da Psychic Entertainers Association (pela Criatividade no Mentalismo), 1997.[31]
- Prêmio Dan Blackwood Memorial da Associação de Artistas Psíquicos (pela Contribuição Extraordinária à Arte do Mentalismo), 2006.[31]
- Prêmio Dunninger Memorial Award da Psychic Entertainers Association (pelo Profissionalismo Distinto no Desempenho do Mentalismo), 2007.[31]
- Recebeu o título de sócio honorário vitalício na PSYCRETS (Sociedade Britânica de Artistas Misteriosos) Tabula Mentis VII em abril de 2010.[32]

## Livros e vídeos
- Atmore, Joseph; Dunninger, Joseph; Banachek; Palmer, Bill (2001). Dunninger's Brain Busters. Humble, TX: H&R Magic Books. 111 páginas. OCLC 65215584
- Banachek; Burlingame, Hardin J.; Wells, Scott R.; Gillett, S. Christopher (2002). Psychophysiological Thought Reading, or, Muscle Reading and the Ideomotor Response Revealed. Houston, Texas: Magic Inspirations. 73 páginas. ISBN 978-0-9706438-1-0. OCLC 60349209
- Banachek; Dyment, Doug; Wells, Scott R. (2007). Psychological Subtleties 2. Houston, Texas: Magic Inspirations. 206 páginas. ISBN 978-0-9706438-2-7. OCLC 310366497
- Banachek (Featured Performer) (2004). Banachek's Psi Series (Motion picture). Estados Unidos: L&L Publishing
- Banachek (Featured Performer) (2016). Houdini & Doyle's World of Wonders (Motion picture). Canadá: GlobalTV.com

## Galeria

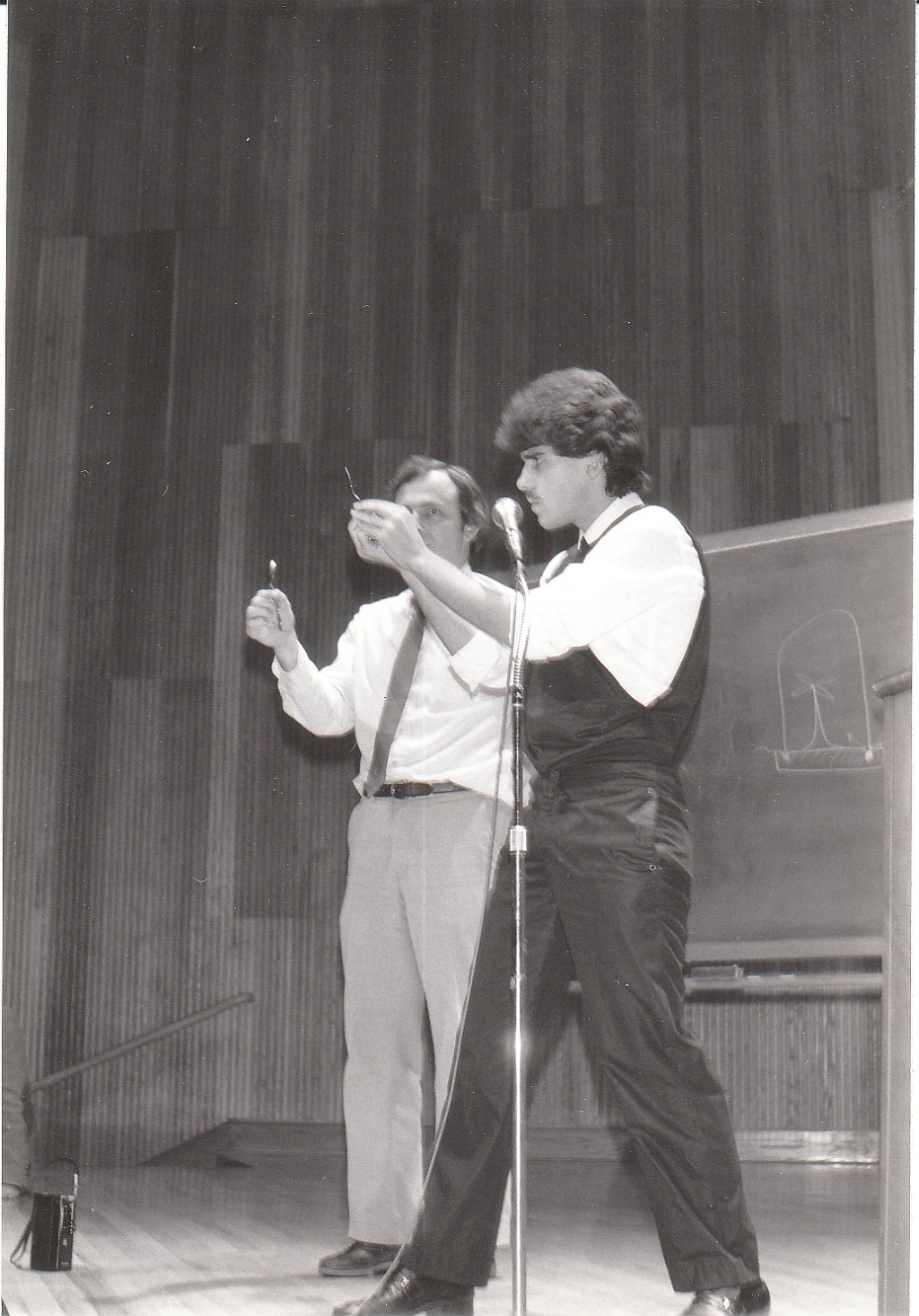
Banachek demonstrando dobrar colheres no CSICOP em Buffalo, NY, 1983
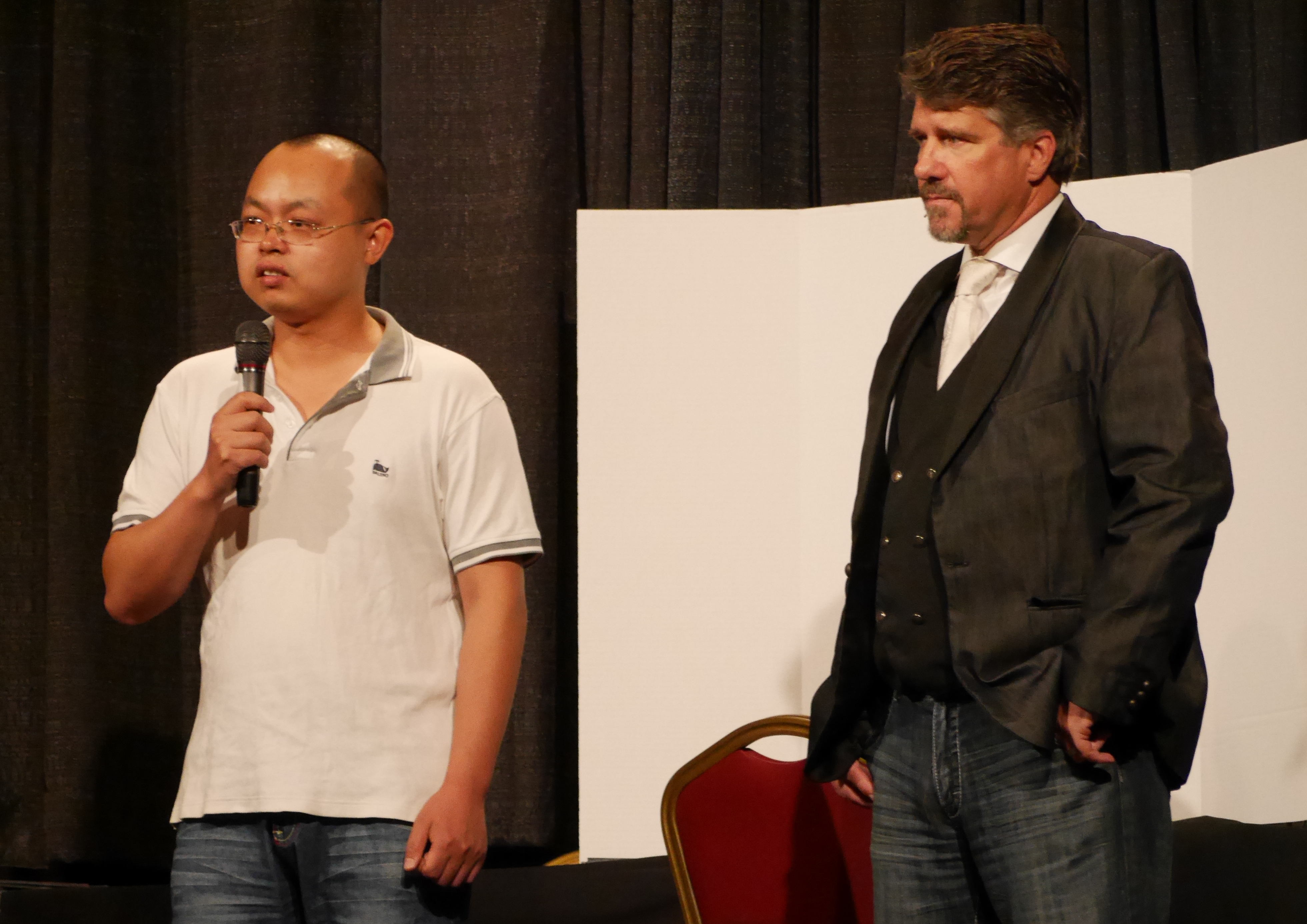
Banachek no The Amaz!ng Meeting, 2014
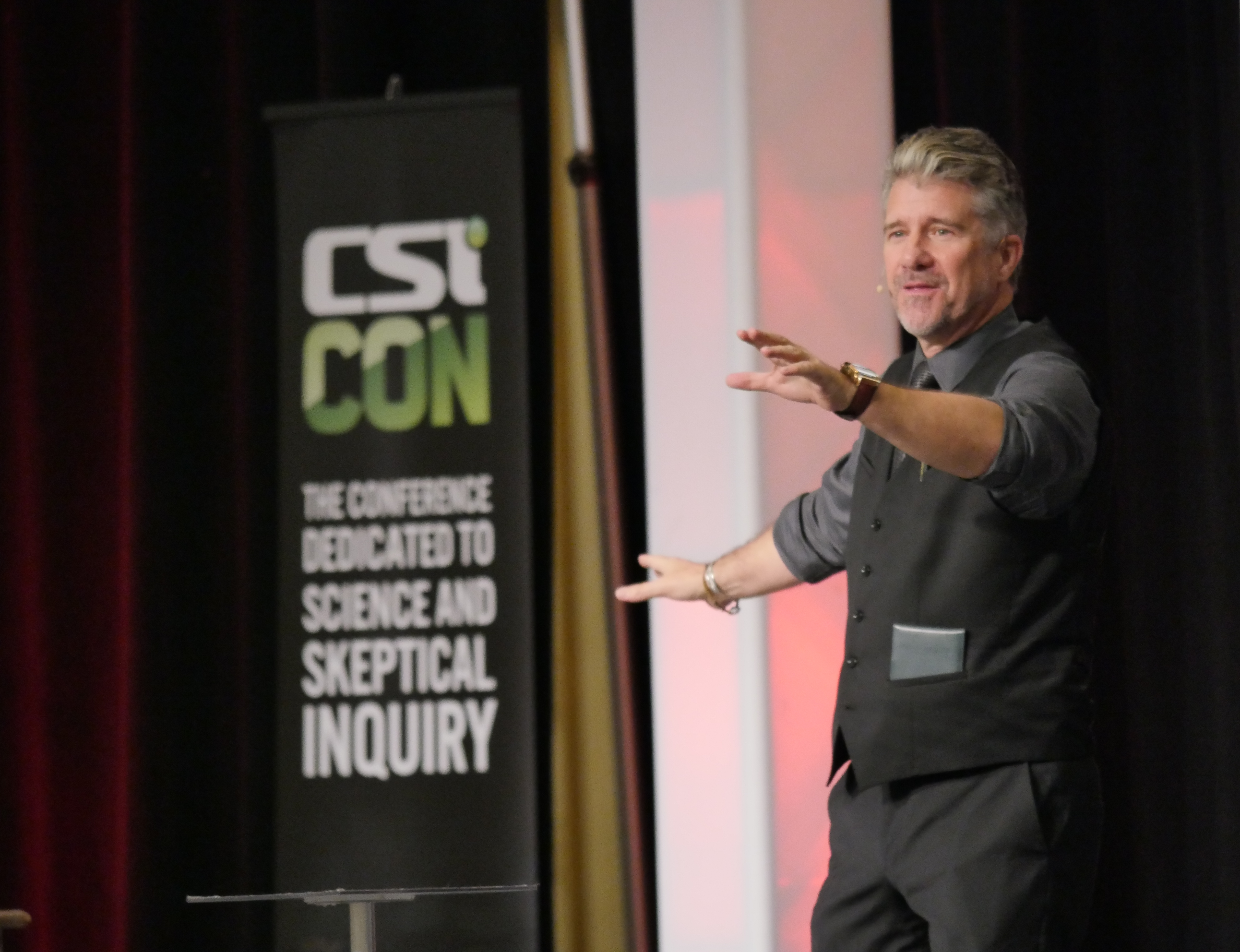
Banachek no CSICon 2018, Las Vegas
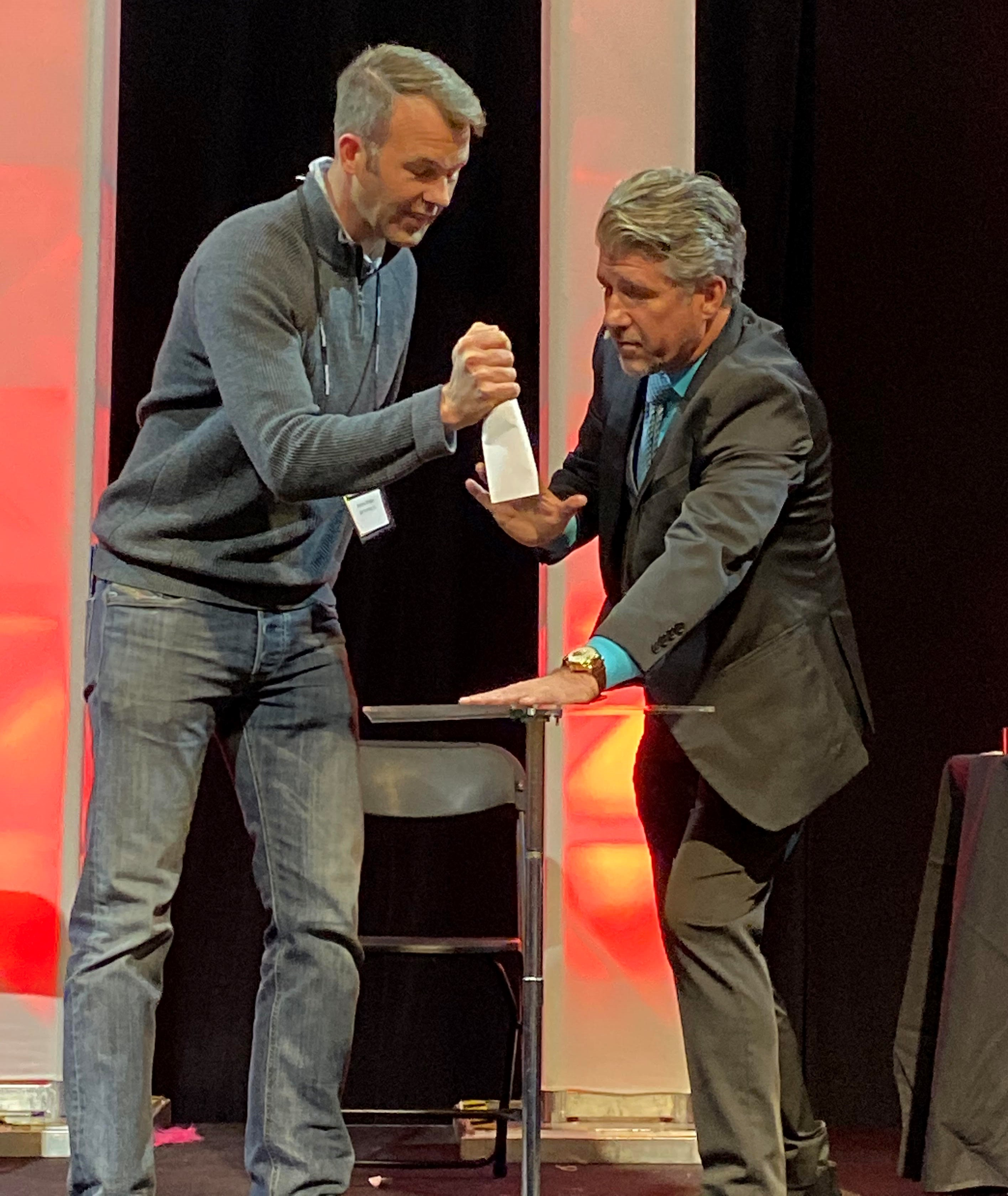
Banachek realizando truque de faca no CSICon 2019, Las Vegas